# 陳文玳
陳文玳（越南语：／，1876年—1952年），越南阮朝官員。

## 生平
1900年（成泰十二年），在河南場中庚子科舉人。
曾任建昌知府，保大二年（1927年）正月陞二項按察。
官至巡撫，致仕後致力於佛教研究。
1952年去世。